# Magnum Rolle
Magnum Rolle (nacido el 23 de febrero de 1986 en Freeport, Bahamas) es un jugador de baloncesto bahameño que actualmente está jugando con los Indios de Mayagüez de la liga de Puerto Rico. Con 2,11 metros de estatura, juega en las posiciones de ala-pívot y pívot.

## Trayectoria deportiva

### High School
En el Instituto St. George's en Freeport, Rolle rápidamente desarrolló sus habilidades baloncestísticas y compitió en pruebas de atletismo. Promedió 20.3 puntos y 13.6 rebotes por partido en St. George's. Rolle soñaba con jugar en la NBA desde que participó en un campus de baloncesto en Arkansas. Sin embargo, en el terreno académico no tuvo mucho éxito, repitiendo noveno y décimo grado.
En 2003, después de su año sénior en St. George's, Rolle asistió al Nike All-America Camp y convenció a su madre de que le dejara ingresar en una escuela preparatoria en los Estados Unidos. Finalmente se instaló en el Laurinburg Institute, una pequeña escuela en Carolina del Norte fundada en 1904. El gimnasio de la escuela fue declarado inutilizable en 1997, por lo que el equipo jugaba sus partidos como local a 48 kilómetros de distancia. A pesar de ello, en el único año de Rolle en la escuela el equipo logró un balance de 40 victorias y ninguna derrota, y ganaron el campeonato nacional de escuelas preparatorias. Bajo el mandato del entrenador Chris Chaney, Rolle promedió 10.1 puntos, 10.2 rebotes y 4.5 tapones por partido con un porcentaje en tiros de campo del 64% y en tiros libres del 76%.
Rolle también jugó con los Arkansas Wings en el circuito Amateur Athletic Union (AAU) mientras estaba en el Laurinburg Institute. Recibió ofertas de beca de Arizona, Florida State, Kansas, Kentucky, LSU y Carolina del Norte. Después de comprometerse verbalmente con Florida State en marzo de 2004, Rolle reabrió su reclutamiento en julio. Finalmente se decidió por LSU, a la que su compañero de equipo en Laurinburg Chris Johnson ya se había comprometido, y firmó su carta de intenciones el 18 de noviembre de 2004. Rolle fue asignado como el octavo mejor ala-pívot en la clase de 2005 y el 32.º en general por Rivals.com.

### Universidad
El 18 de noviembre de 2005, en la victoria por 84–56 frente a Southern Jaguars, Rolle hizo su debut universitario, jugando 14 minutos y logrando seis puntos y tres rebotes. Su mejor marca individual de la temporada en rebotes (10) y puntos (8) la logró ante Nicholls State el 21 de noviembre, e igualó su mejor marca anotadora en el encuentro frente a Vanderbilt Commodores celebrado el 2 de febrero de 2006, en nueve minutos de juego. Los Tigers accedieron a la Final Four de la NCAA, donde se enfrentaron en semifinales a UCLA Bruins. En ese partido, a pesar de la derrota por 59-45, Rolle lideró al equipo en rebotes con ocho, anotó un punto y colocó un tapón en 14 minutos. Durante la temporada, Rolle promedió 2.2 puntos, 2.5 rebotes y 8.7 minutos por partido, colocando además 21 tapones en total.
En la siguiente campaña se esperaba que Rolle reemplazara a Tyrus Thomas, quien se había marchado a la NBA. Los promedios de Rolle mejoraron ligeramente a 4.0 puntos, 4.1 rebotes y 16.7 minutos por partido, 9 de ellos como titular, y 31 tapones. Su mejor partido reboteador lo firmó ante Tulane el 22 de diciembre, y superó por primera vez la barrera de los 10 puntos frente a Tennessee Volunteers el 8 de marzo de 2007, en el torneo de la Southeastern Conference, con 10 puntos en 18 minutos. Sin embargo, dos discos herniados en su espalda impidieron su progreso.
Rolle decidió abandonar la Universidad de Luisiana State el 23 de mayo. Su entrenador en la escuela preparatoria Darrel Sears dijo que Rolle no estaba contento en LSU desde diciembre de 2006, y que su entrenador John Brady había estado haciendo comentarios sarcásticos sobre él durante un tiempo. Tras su marcha, varias universidades como Wyoming, Marshall, Oral Roberts, Delaware, Louisiana Tech y South Florida se interesaron en él. A pesar de su interés inicial por South Florida debido a la proximidad con su hogar en las Bahamas, Rolle eligió Louisiana Tech.
Tras pasarse un año blanco debido al cambio de universidad, Rolle debutó con los Bulldogs el 15 de noviembre de 2008 y registró nueve puntos y ocho rebotes, incluidos cuatro puntos consecutivos en el último minuto, en la victoria sobre Louisiana-Lafayette por 61–59. El primer doble-doble de Rolle llegó ante Grambling State el 18 de noviembre, con 12 puntos y 14 rebotes. Lideró al equipo en anotación con 17 puntos (por entonces su mejor marca anotadora) en la derrota por 78–55 ante UCLA el 28 de diciembre, y contribuyó con siete rebotes. El 29 de enero de 2009, Rolle anotó los 11 tiros de campo que intentó y finalizó con 23 puntos. Su mejor marca anotadora en la temporada fue de 25 puntos, acompañados de 11 rebotes y 4 tapones, frente a Murray State el 21 de febrero. En el siguiente encuentro, en la victoria por 80–71 sobre New Mexico State, Rolle anotó 25 puntos de nuevo y capturó 12 rebotes. Durante la temporada, Rolle promedió 12.2 puntos, 7.2 rebotes y 1.7 tapones por partido. También registró cinco dobles-dobles y anotó en dobles dígitos en 18 ocasiones. Debido a su rendimiento fue incluido en el mejor quinteto defensivo de la Western Athletic Conference y en el mejor quinteto de novatos de la conferencia.
En el primer partido en casa de su última temporada universitaria, Rolle lideró al equipo en anotación con 23 puntos en la victoria por 86-66 frente a Arkansas-Little Rock. La mejor marca anotadora en su carrera la logró ante Houston, con 29 puntos. El equipo finalizó la temporada regular con un balance de 23–10, y Rolle con 13.9 puntos, 8.4 rebotes y líder de la conferencia con 2.1 tapones por partido. A la conclusión de la campaña, Rolle fue incluido en el mejor quinteto defensivo del Lefty Driesell All-America y de la WAC, en el segundo mejor quinteto de la conferencia y en el segundo equipo de Luisiana. Rolle se licenció en sociología en marzo de 2010, convirtiéndose en la primera persona en su familia en obtener un título.

#### Estadísticas
| Temporada | Equipo                  | Partidos | Pts. | Reb. | Asts. | Rob. | Tap. | %TC  | %T3  | %TL  | Min. | Pér. |
| --------- | ----------------------- | -------- | ---- | ---- | ----- | ---- | ---- | ---- | ---- | ---- | ---- | ---- |
| 2005–06   | LSU Tigers              | 33       | 2.2  | 2.5  | 0.2   | 0.3  | 0.6  | .432 | .000 | .458 | 8.7  | 0.5  |
| 2006–07   | LSU Tigers              | 29       | 4.0  | 4.1  | 0.4   | 0.6  | 1.1  | .431 | .000 | .556 | 16.7 | 1.0  |
| 2008–09   | Louisiana Tech Bulldogs | 30       | 12.2 | 7.2  | 1.0   | 0.9  | 1.7  | .530 | .500 | .654 | 28.2 | 2.3  |
| 2009–10   | Louisiana Tech Bulldogs | 34       | 13.9 | 8.4  | 0.8   | 0.8  | 2.1  | .514 | .000 | .660 | 30.1 | 2.0  |

### Profesional
Rolle fue seleccionado por Oklahoma City Thunder en la 51.ª posición del Draft de la NBA de 2010. Sus derechos fueron traspasados a Indiana Pacers a cambio de los de Ryan Reid. Rolle fue el primer jugador de Louisiana Tech en ser elegido en el Draft de la NBA desde que Paul Millsap fuera seleccionado por Utah Jazz en la 47.ª posición del Draft de la NBA de 2006.
Rolle jugó la Liga de Verano de Orlando y promedió 13.4 puntos, 7 rebotes y 2 tapones en 28 minutos de juego. El 28 de septiembre de 2010, Rolle firmó un contrato de dos años con los Pacers. Sin embargo, el 25 de octubre fue cortado por el equipo.